# ابوچو
ابوچو (به اسپانیایی: Río Aboño) یک رود در اسپانیا است که در آستوریاس واقع شده‌است.